# Walter James
Walter Ernest Christopher James, 4th Baron Northbourne (ur. 18 stycznia 1896 w Kensington, zm. 17 czerwca 1982 w Dover) – brytyjski wioślarz. Srebrny medalista olimpijski z Antwerpii.
Zawody w 1920 były jego jedynymi igrzyskami olimpijskimi. Medal wywalczył w ósemce.